# Давыдов, Иван Николаевич
Иван Николаевич Давыдов (31 мая 1923, Москва — 17 декабря 1995) — советский и российский режиссёр и художник-мультипликатор.

## Биография
Участник Великой Отечественной войны. В 1947—1948 годах учился на курсах художников-мультипликаторов при киностудии «Союзмультфильм», затем работал на студии художником-мультипликатором. С 1975 — режиссёр. Снимал рисованные фильмы. Сотрудничал с художниками Эриком Беньяминсоном, Виктором Никитиным, Константином Карповым, Марией Рудаченко и другими.
На пенсии с 1988 года.
Умер 17 декабря 1995 года.

## Фильмография

### Режиссёр
1. 1975 — «Уроки наших предков»
2. 1976 — «Знакомство»
3. 1978 — «И смех и грех»
4. 1979 — «Дым коромыслом»
5. 1979 — «Новый Аладдин»
6. 1981 — «Сорок градусов по ариаметру»
7. 1982 — «Как аукнется...»
8. 1984 — «Ночной цветок»
9. 1985 — «Грибной дождик»
10. 1987 — «Коротышка — зелёные штанишки»
11. 1988 — «Заяц, который любил давать советы»

### Художник-мультипликатор
1. 1948 — «Охотничье ружьё»
2. 1959 — «Три дровосека»
3. 1959 — «Похитители красок»
4. 1960 — «Винтик и Шпунтик - весёлые мастера»
5. 1960 — «Лиса, бобёр и другие»
6. 1960 — «Мурзилка и великан»
7. 1960 — «Непьющий воробей. Сказка для взрослых»
8. 1960 — «Русский сувенир» (рисованные вставки)
9. 1960 — «Вечера на хуторе близ Диканьки» (рисованные вставки)
10. 1960 — «Разные колёса»
11. 1961 — «Муравьишка-хвастунишка»
12. 1961 — «Семейная хроника»
13. 1961 — «Незнайка учится»
14. 1962 — «Две сказки»
15. 1962 — «Дикие лебеди»
16. 1962 — «Небесная история»
17. 1962 — «Случай с художником»
18. 1963 — «Проверьте ваши часы»
19. 1963 — «Акционеры»
20. 1963 — «Беги, ручеёк!»
21. 1963 — «Миллионер»
22. 1963 — «Мы такие мастера»
23. 1964 — «Дюймовочка»
24. 1964 — «Дело №...»
25. 1964 — «Новый дом»
26. 1964 — «Светлячок № 5»
27. 1964 — «Ситцевая улица»
28. 1964 — «Кто виноват»
29. 1965 — «Ваше здоровье!»
30. 1965 — «Картина»
31. 1965 — «Лягушка-путешественница»
32. 1965 — «Портрет»
33. 1966 — «Жёлтик»
34. 1966 — «Жу-жу-жу»
35. 1966 — «Про бегемота, который боялся прививок»
36. 1966 — «Светлячок № 7»
37. 1966 — «Зайдите, пожалуйста!»
38. 1966 — «Происхождение вида»
39. 1967 — «Кузнец-колдун»
40. 1967 — «Паровозик из Ромашкова»
41. 1967 — «Сказки для больших и маленьких»
42. 1967 — «Слонёнок»
43. 1967 — «Шпионские страсти»
44. 1968 — «Светлячок № 8»
45. 1968 — «Хочу бодаться!»
46. 1969 — «Украденный месяц»
47. 1969 — «Девочка и слон»
48. 1969 — «Дед Мороз и лето»
49. 1969 — «Что такое хорошо и что такое плохо»
50. 1970 — «Денёк без тормозов» (мультипликационная вставка)
51. 1970 — «Дядя Миша»
52. 1971 — «Алло! Вас слышу!»
53. 1971 — «Без этого нельзя»
54. 1971 — «Терем-теремок»
55. 1971 — «Мышонок Вай-Вай»
56. 1972 — «Выше голову!»
57. 1972 — «Зелёный кузнечик»
58. 1972 — «Коля, Оля и Архимед»
59. 1972 — «Куда летишь, Витар?»
60. 1972 — «Русские напевы»
61. 1972 — «Утёнок, который не умел играть в футбол»
62. 1973 — «Как это случилось»
63. 1973 — «Остров»
64. 1973 — «Сокровища затонувших кораблей»
65. 1973 — «Тайна Страны Земляники»
66. 1974 — «Дарю тебе звезду»
67. 1974 — «Заяц Коська и родничок»
68. 1974 — «Мешок яблок»
69. 1974 — «Алёнкин цыплёнок»
70. 1975 — «Квака-задавака»
71. 1975 — «Фантик. Первобытная сказка»
72. 1976 — «Зеркало времени»